# Aleksandr Sokurow
Aleksandr Nikołajewicz Sokurow, ros. Алекса́ндр Никола́евич Соку́ров (ur. 14 czerwca 1951 w Podorwisze w obwodzie irkuckim) – rosyjski reżyser i scenarzysta filmowy. Zdobywca Złotego Lwa na 68. MFF w Wenecji za adaptację Fausta (2011).

## Życiorys
Dzieciństwo spędził podróżując po Rosji. Jego rodzina stale zmieniała miejsca zamieszkania, w zależności od tego, gdzie służyć miał jego ojciec – oficer wojskowy. Ukończył historię na uniwersytecie w Niżnym Nowogrodzie. Już podczas studiów postanowił, że chce zostać filmowcem. W 1975 roku wyjechał do Moskwy, aby rozpocząć naukę na WGIK, który był wtedy jedną z najbardziej prestiżowych tego typu szkół w Rosji. Tam poznał scenarzystę Jurija Arabowa, z którym będzie stale współpracował począwszy od fabularnego debiutu.
W ciągu studiów Sokurow zrealizował kilka filmów krótkometrażowych, jednak w większości nie były one odbierane przez wykładowców z dużym entuzjazmem. Określane były jako próby „uformowane”, jednak nigdy jako „obiecujące”. Ostatecznie wszedł w otwarty konflikt z nauczycielami, po czym rzucił szkołę. W czasie nauki na WGIK Sokurow poznał się z Andriejem Tarkowskim.
Tarkowski był jednym z pierwszych, którzy docenili prace Sokurowa i wróżył mu wielką karierę. Ze wsparciem Tarkowskiego młody twórca rozpoczął pracę w drugim pod względem wielkości wówczas studio filmowym w Rosji – Lenfilm.
W 2018 roku otrzymał medal Per Artem ad Deum, przyznawany przez Papieską Radę ds. Kultury.

## Wybrana filmografia
- 1987: Smutna obojętność (Skorbnoye beschuvstviye)
- 1987: Moskiewska elegia (Moskovskaya elegiya)
- 1988: Dni zaćmienia (Dni zatmeniya)
- 1989: Uratuj i zachowaj (Spasi i sokhrani)
- 1990: Drugi krąg (Krug vtoroj)
- 1992: Kamień (Kamen)
- 1995: Duchowe głosy (Dukhovnye golosa. Iz dnevnikov voyny. Povestvovanie v pyati chastyakh)
- 1997: Matka i syn (Mat i syn)
- 1999: Moloch (Molokh)
- 2001: Cielec (Telets)
- 2002: Rosyjska arka (Russkiy kovcheg)
- 2003: Ojciec i syn (Otets i syn)
- 2005: Słońce (Solntse)
- 2007: Aleksandra
- 2011: Faust – Złoty Lew na 68. MFF w Wenecji
- 2015: Frankofonia (Francofonia)